# 레이디스미스
레이디스미스(Ladysmith)는 남아프리카 공화국 콰줄루나탈 주에 위치한 도시이다.
1847년 줄루 왕국과 음판데 왕국에서 온 보어인들이 설립했으며 1850년 6월 20일 영국의 식민지가 되었다. 도시 이름은 당시 케이프 식민지 총독이었던 해리 스미스의 부인(스페인 출신)인 후아나 스미스에서 유래된 이름이다. 제2차 보어 전쟁 때 영국군이 1899년 11월 2일부터 1900년 2월 28일까지 118일 동안 이 곳을 포위하고 있던 보어인 병사들을 격파했다. Emnambithi-Ladysmith Local Municipality의 일원으로 해당지자체 규모는 인구 237,437명에 면적 2,965km2이다.